# West Hampstead
West Hampstead – naziemna stacja metra w Londynie, położona w dzielnicy Camden.
Została otwarta w 1879 jako część Metropolitan Line, której pociągi zatrzymywały się na niej do 1940 (obecnie przejeżdżają bez zatrzymania). W latach 1939–1979 leżała na trasie Bakerloo Line, a następnie została włączona do Jubilee Line. W pobliżu znajdują się dwie stacje kolejowe, obsługiwane przez London Overground i Chiltern Railways. Ze stacji metra korzysta rocznie ok. 7,5 mln pasażerów. Należy do drugiej strefy biletowej.

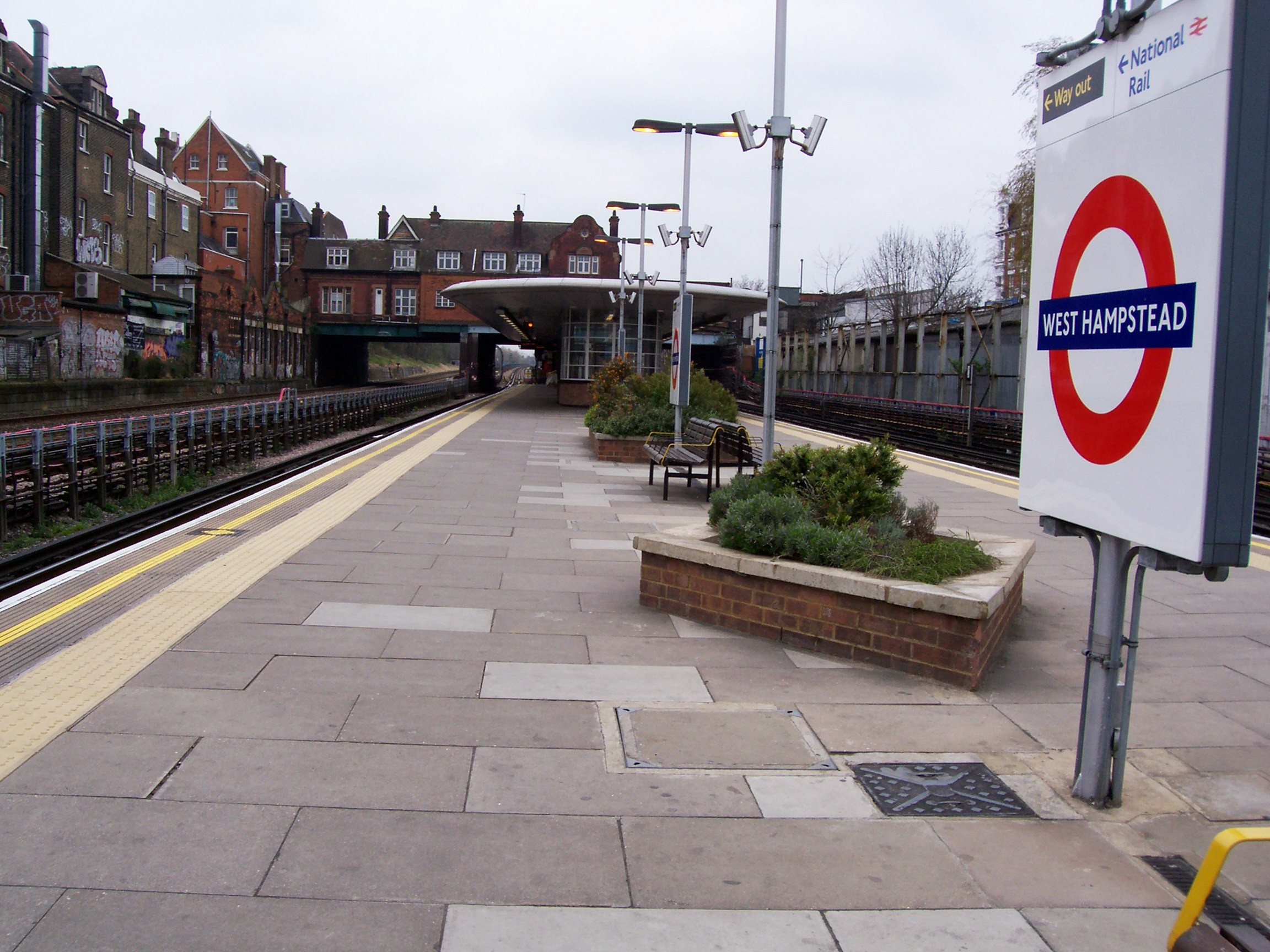
Perony